# 丸亀市市民交流活動センター マルタス
丸亀市市民交流活動センター マルタス（まるがめししみんこうりゅうかつどうセンター マルタス）は、香川県丸亀市大手町にある公共施設である。
丸亀市役所に隣接している。運営は指定管理者制度を導入しており、カルチュア・コンビニエンス・クラブが行っている。

## 施設

### 1階
- オープンラウンジ
- 市民活動支援カウンター
- 多目的ホール1
- 多目的ホール2
- スターバックス 丸亀マルタス店

### 2階
- 学習スペース
- キッズスペース
- 貸会議室
  - ROOM1
  - ROOM2
  - ROOM3
  - ROOM4[2]

## 利用案内
利用時間
9:00-21:30
休館日
なし（年中無休）